# Heringen (Werra)
Pour les articles homonymes, voir Heringen.
Heringen (Werra), petite ville de l'arrondissement de Hersfeld-Rotenburg (région Osthessen), est située dans l'état fédéral de la Hesse, en Allemagne, en limite avec la Thuringe. Les villes principales alentour sont Bad Hersfeld à 28 km à l'ouest, Eisenach à 30 km au nord-est, et Cassel (Kassel) à 80 km au nord.

## Jumelages
- Rombas (France)
- Heringen-sur-Helme (Allemagne)
- Odolanów (Pologne)